# Wiggins (Kolorado)
Wiggins – miasto w Stanach Zjednoczonych, w stanie Kolorado, w hrabstwie Morgan.

## Demografia
W roku 2010 miasto zamieszkiwały 893 osoby, a gęstość zaludnienia wynosiła 388,3 osoby/km². W roku 2023 liczba mieszkańców wzrosła do 1796 osób, a gęstość zaludnienia przekroczyła 780 osób/km². Na przestrzeni 13 lat zaludnienie Wiggins zwiększyło się ponad 2-krotnie.